# 谷川友梨
谷川 友梨（たにかわ ゆり、1983年〈昭和58年〉5月23日 - ）は、日本のお笑いタレント。喜劇女優。本人のTwitterにもあるように「たにがわ」は誤り。
愛知県常滑市出身。吉本興業所属。主に吉本新喜劇で活動。

## 経歴
中学校1年の終わり頃から人との軋轢（あつれき）を感じ始め、学校へ行くことが少なくなっていったが、同級生から勧められた「よしもと新喜劇」を見て「笑いながら観ていると嫌なことを忘れられた」ことが人を笑わすことへの関心が昂まったと後日の番組インタビューや本人のInstagramで語っている。
その後、中学校2年の時に石田靖、吉田ヒロに憧れ「絶対、吉本に入ろう」と思うようになり、2003年、NSC大阪校に26期生として入学。同期にはかまいたち、清水啓之、アインシュタインの河井ゆずる、藤崎マーケットなどがいる。なお、NSC在学中に新喜劇のオーディションを受けるも一度落ちている。
NSC卒業後、大木はんすけと漫才コンビ「漫天」を結成。8年間活動したのち、吉本新喜劇の2017年金の卵9個目オーディションにおいて合格し新喜劇に入団。

吉本興業創業110周年特別公演「伝説の一日」（2O22年4月2日参回目）
「吉本新喜劇座員総選挙」(2022年6月29日～8月23日)への座員トップ30名内に入るべく自身のInstagram等にて活動
よしもと新喜劇NEXT～小籔千豊には怒られたくない（毎日放送）にはほかの座員に比べて定期的に出演しており、番組企画で女性4人組パロディーユニット「NiSanZiu」（メンバーは谷川のほかに湯澤花梨、佐藤美優、咲方響）として活動している。
YouTubeの「吉本新喜劇チャンネル」において「吉本新喜劇座員総選挙」(2022年6月29日～8月23日)の結果発表がライブで行われ、谷川友梨は28位となり座員トップ30名内に入る。(2022年8月31日）

## 人物
2022年現在の公称サイズは身長156cm、体重43kg。
趣味は映画、旅行、ラフティング。
特技は、切り絵、マラソン。
好きな食べ物は、エイヒレの炙り
汗疹（あせも）を治癒するため、「花王 エモリカ」を愛用している。

## 出演歴

### テレビ
- よしもと新喜劇（毎日放送）[18]
- よしもと新喜劇NEXT〜小籔千豊には怒られたくない〜（毎日放送、2019年10月10日 - ）[19]

- よしもと新喜劇NEXT～小籔千豊には怒られたくない～

　［小籔の知らぬ間に勝手にファン感謝祭2022］（毎日放送、2022年8月17日）

### 劇場
- ～爆笑ネタとビッグマウンテンヒデオーのラジオ体操～[ゲスト:とにかく明るい安村]（2016年7月25日）[21]
- ～爆笑ネタとビッグマウンテンヒデオーのラジオ体操～[ゲスト:野性爆弾]（2016年8月3日）
- 新喜劇【お盆特別興行】(2021年8月10日-16日、なんばグランド花月)[22]
- 寛平GM杯ネタバトル6月［イエスシアター/吉本新喜劇セカンドシアター］(2022年6月5日)[23]
- 寛平GM杯ネタバトル7月［イエスシアター/吉本新喜劇セカンドシアター］(2022年7月2日)[24]
- 寛平GM杯ネタバトル8月［イエスシアター/吉本新喜劇セカンドシアター］(2022年8月21日）[25]

### 配信
- 【結果発表】吉本新喜劇座員総選挙（吉本新喜劇チャンネル、2022年8月31日）[26]